# Fengcheng, Dandong
Fengcheng är en stad på häradsnivå som lyder under Dandongs stad på prefekturnivå i Liaoning-provinsen i nordöstra Kina. Den ligger omkring 150 kilometer söder om provinshuvudstaden Shenyang. 